# Stephanie Allynne
Stephanie Allynne, née en 1986, est une actrice et scénariste américaine.

## Biographie
Stephanie Allynne est ouvertement lesbienne. Elle est mariée à l'humoriste Tig Notaro.
En 2019, elle fait partie des actrices récurrentes de la série The L Word: Generation Q.

## Filmographie

### Comme actrice

#### Cinéma
- 2010 : Mind Ride: Part 2 (court métrage)
- 2011 : Netflix Relief Fund (court métrage)
- 2011 : Toddlers and Tiaras: Where Are They Now? (court métrage) : la mère enceinte
- 2011 : Secret Admirer (court métrage)
- 2012 : Prairie Children (court métrage)
- 2012 : Tomorrow (court métrage) : Paige
- 2012 : Turkey Day (court métrage) : Jane
- 2012 : The Undecided Ohio Voters (court métrage)
- 2012 : Facebook Law Meeting (court métrage)
- 2013 : K.I.T. (court métrage) : C.J.
- 2013 : In a World... : Nancy
- 2013 : The Adventures of Pete & Pete 20th Anniversary Reunion (court métrage)
- 2013 : Gregory Go Boom (court métrage) : Willie, Date 1
- 2013 : The Boyfriend Experience: Girls & Ribs (court métrage) : James's GF
- 2013 : Librarians (court métrage) : Lisa
- 2014 : Our RoboCop Remake : Famale Shop Owner (segment "Scene 26")
- 2014 : Sociopathdating.com (court métrage)
- 2014 : No Is a Full Sentence (court métrage) : Madison
- 2015 : Assassin Banana (mini-série) : la reportère
- 2015 : Wild Horses: Stakeout (court métrage)
- 2015 : People Places Things : Charlie
- 2015 : Donald and Jess (court métrage)
- 2015 : Clown Service (court métrage) : Clown Dispatcher
- 2015 : Unengaged (court métrage) : Nicki
- 2015 : Let's Do It (court métrage)
- 2016 : Punching Henry : Zoe
- 2016 : Mike and Dave Need Wedding Dates : Stephanie
- 2016 : The Fun Company (court métrage) : Parker
- 2016 : First to Last (court métrage) : elle
- 2017 : Dave Made a Maze : Brynn
- 2017 : All Nighter : Tracy
- 2017 : Please Stand By : l'infirmière
- 2018 : Pacific Rim: Uprising : la mère d'Amara
- 2018 : Coda (court métrage) : Kristin
- 2018 : The Front Runner : la productrice
- 2018 : Someone You Know (court métrage) : Amelia

#### Télévision
- 2011 : The Back Room (mini-série) : Annette Bening
- 2011 : Can't Get Arrested (série télévisée) : Angelica Fritzman
- 2012 : Key and Peele (série télévisée) : Karen
- 2012 : Happy Endings (série télévisée) : Stephanie
- 2012 : Jimmy Kimmel Live! (série télévisée) : la fille
- 2012 : The Aquabats! Super Show! (série télévisée) : Lanolin Lady!
- 2012 : Ground Game (mini-série) : Courtney
- 2012 : Up All Night (série télévisée) : Vanessa
- 2012 : 2 Broke Girls (série télévisée) : Fun Girl #2 / Laughing Girl (2 épisodes)
- 2013 : Bro-Dependent (mini-série) : Carolyn
- 2013 : The Mindy Project (série télévisée) : Tash
- 2011-2013 : The Midnight Show (série télévisée) (3 épisodes)
- 2013 : CollegeHumor Originals (série télévisée)
- 2013 : The League (série télévisée) : Sarah
- 2014 : Kroll Show (série télévisée) : Becca
- 2014 : Dinner and a Show (téléfilm) : Claudia
- 2014 : Maron (série télévisée) : Shay
- 2012-2015 : Animation Domination High-Def (mini-série) : Jennie / Sailor Venus / ... (8 épisodes)
- 2013-2014 : The Birthday Boys (série télévisée) : Florence / Lauren / l'épouse (3 épisodes)
- 2014 : Dream Corp LLC (court métrage télévisé) : Joey Powell
- 2009-2015 : UCB Comedy Originals (mini-série) (4 épisodes)
- 2012-2015 : Comedy Bang! Bang! (série télévisée) : Stephanie (5 épisodes)
- 2015 : Guy Code (série télévisée)
- 2016 : The Characters (série télévisée) : l'employée de la station de bus
- 2016 : Dream Corp LLC (série télévisée) : Joey (6 épisodes)
- 2016-2017 : Animals. (série télévisée) : Josie (3 épisodes)
- 2017 : Bajillion Dollar Propertie$ (série télévisée) : Aisha
- 2017 : Twin Peaks (série télévisée) : la maman footballeuse (2 épisodes)
- 2016-2017 : One Mississippi (en) (série télévisée) : Kate, l'ingénieur du son (10 épisodes)
- 2018 : Love (série télévisée) : Kelly (2 épisodes)
- 2018 : Craig of the Creek (série télévisée) : Marie (2 épisodes)
- 2019 : The L Word: Generation Q (série télévisée) : Nat

### Comme scénariste
- 2009 : UCB Comedy Originals (mini-série) (1 épisode)
- 2014 : No Is a Full Sentence (court métrage)
- 2016 : The Fun Company (court métrage)
- 2016-2017 : One Mississippi (en) (série télévisée) (7 épisodes)

### Comme productrice exécutive
- 2014 : No Is a Full Sentence (court métrage)
- 2016 : The Fun Company (court métrage)

### Comme réalisatrice
- 2016 : The Fun Company (court métrage)